# Чимишень
Чимишень (рум. Cimișeni) — село в Криулянском районе Молдавии. Относится к сёлам, не образующим коммуну.

## География
Село расположено на высоте 88 метров над уровнем моря.

## Население
По данным переписи населения 2004 года, в селе Чимишень проживает 2868 человек (1411 мужчин, 1457 женщин).
Этнический состав села:
| Национальность | Число жителей | Процентный состав |
| -------------- | ------------- | ----------------- |
| молдаване      | 2837          | 98,92             |
| русские        | 13            | 0,45              |
| румыны         | 11            | 0,38              |
| украинцы       | 5             | 0,17              |
| поляки         | 1             | 0,03              |
| болгары        | 1             | 0,03              |
| Всего          | 2868          | 100 %             |